# Iben Nagel Rasmussen
Iben Nagel Rasmussen (født 14. maj 1945) er en dansk skuespiller og teaterpædagog. Hun er datter af Ester Nagel og Halfdan Rasmussen og var i 1960'erne kæreste med Eik Skaløe fra Steppeulvene.
Iben Nagel var i mesterlære hos Eugenio Barba på Odin Teatret fra 1966.

## Itsi Bitsi
Sangen Itsi Bitsi på Steppeulvenes album HIP (Itsi Bitsi, tag med mig til Nepal...) er henvendt til Iben Nagel. I 1991 skabte hun forestillingen Itsi Bitsi om forholdet til Eik Skaløe, og i 1993 udgav hun bogen "Breve til en Veninde" med hans breve til hende.